# Food Network (États-Unis)
Pour les articles homonymes, voir Food Network.
 (décembre 2024).
Food Network est une chaîne de télévision thématique américaine diffusant des programmes axés sur la gastronomie. Elle est détenue aux deux tiers par le groupe audiovisuel Warner Bros. Discovery, le reste du capital étant la propriété de Nexstar Media Group, lancée le 23 novembre 1993.
La chaîne possède des déclinaisons dans de nombreux pays : Canada, Australie, Corée, Thaïlande, Singapour, les Philippines, Monaco, Andorre, Afrique, France, et les territoires français des Caraïbes et la Polynésie, et en Asie depuis le 5 juillet 2010.

## Historique

### Identité visuelle (logo)

Ancien logo de Food Network utilisé de 2003 à 2013. Ce logo est toujours utilisé en dehors des États-Unis
Logo de Food Network utilisée depuis 2013

## États-Unis
Elle est détenue par Warner Bros. Discovery (69 %) et Nexstar Media Group (31 %). Food Network est reçue dans près de 90 millions de foyers.
Si le siège social de Food Network est situé à New York, la chaîne dispose également de plusieurs sièges régionaux implantés à Atlanta, Los Angeles, Chicago, San Francisco, Détroit et Knoxville.

## Canada
Food Network Canada est une chaîne spécialisée de catégorie A appartenant à Corus Entertainment (80,16 %) et les actionnaires de la chaîne américaine (19,84 %), lancée le 9 octobre 2000, remplaçant la version américaine disponible depuis 1997.

## Europe
Depuis le 9 novembre 2009, la chaîne est également diffusée par satellite en Europe dans le cadre du bouquet satellitaire Sky.

## Présentation
Le concept de Food Network a été pensé en 1991 par Joe Langhan, alors journaliste pour The Providence Journal. Il faut cependant attendre le 23 novembre 1993 pour que la chaîne soit effectivement lancée sur le câble de plusieurs grandes villes américaines.

## Programmation
- Diners, Drive-Ins and Dives (2007–)
- Cupcake Wars (2009–2018)
- Resto sous surveillance (Restaurant Stakeout) (2012–2014)
- Harry Potter : Wizards of baking (2024-)

## Annexe